# New Mexico Scorpions
Die New Mexico Scorpions waren ein US-amerikanisches Eishockey-Team aus Rio Rancho, New Mexico, das von 1996 bis 2001 in der Western Professional Hockey League und von 2001 bis 2009 in der Central Hockey League spielte. 

## Geschichte
Das Franchise wurde 1996 als eines der sechs Teams der damals aus der Taufe gehobenen Western Professional Hockey League gegründet, dieser Liga gehörte man bis zu deren Zusammenschluss mit der CHL im Jahr 2001 an.
Die Scorpions trugen ihre Heimspiele zunächst im Tingley Coliseum im Expo New Mexico, dem Messegelände von Albuquerque, zu dessen Vororten Rio Rancho gehört, aus. Während der Saison 2005/06 setzte das Team jedoch schließlich den Spielbetrieb aus, da die Unterstützung in Albuquerque von Seiten der Stadt und den Fans immer schwächer wurde und sich das Team so besser auf den Umzug ins Santa Ana Star Center in Rio Rancho zur Saison 2006/07 vorbereiten konnte.
1996 gewannen die Scorpions den WPHL-Titel für den Sieger der regulären Saison, in den Play-offs schied die Mannschaft früh aus. Anders im Jahr 2000, als der Club das Play-off-Finale erreichte und in sechs Spielen gegen die Bossier-Shreveport Mudbugs verlor.
Zu den Besitzern der Scorpions gehörten die ehemaligen NHL-Spieler David Ellett und Brian Savage, trainiert wurde das Team, dessen größter Rivale die Ligakonkurrenten Colorado Eagles waren, zuletzt von Randy Murphy. 
Anfang Juli 2009 gaben die Verantwortlichen bekannt, dass das Team aufgrund fehlender Investoren in der Saison 2009/10 nicht am Spielbetrieb der CHL teilnehmen werde. Auch in der Folgezeit nahm die Mannschaft den Spielbetrieb nicht mehr auf.